# Daïra de Bou Hanifia
La daïra de Bou Hanifia est une circonscription administrative algérienne située dans la wilaya de Mascara. Son chef-lieu est situé sur la commune éponyme de Bou Hanifia.

## Communes
La daïra regroupe les trois communes de Bou Hanifia, El Guettana et Hacine.